# Livermore Falls (hrabstwo Androscoggin)
Livermore Falls – jednostka osadnicza w Stanach Zjednoczonych, w stanie Maine, w hrabstwie Androscoggin.